# Diocèse de Saint-Pons-de-Thomières
Le diocèse de Saint-Pons-de-Thomières (en latin : Dioecesis Sancti Pontii Thomeriarum ; en occitan : diocèsi de Sant Ponç de Tomièiras) est un ancien diocèse de l'Église catholique en France. Il est un des diocèses historiques de l'ancienne province du Languedoc.

## Historique
Le diocèse de Saint-Pons-de-Thomières est érigé le 18 février 1317 (1318 dans le calendrier grégorien) par la bulle du pape Jean XXII. Son territoire faisait partie auparavant du diocèse de Narbonne. Les limites du diocèse sont fixées par une bulle Alma mater Ecclesia du pape Jean XXII en date du 1er mars 1318.
Le diocèse est supprimé par la Constitution civile du clergé, adoptée par l'Assemblée nationale constituante le 12 juillet 1790 et sanctionnée par Louis XVI le 24 août suivant. À la suite du concordat de 1801, il n'est pas rétabli. Saint-Pons-de-Thomières est alors inclus dans le diocèse de Carcassonne.
Depuis 1877, les évêques puis archevêques de Montpellier relèvent le titre épiscopal d'évêque de Saint-Pons-de-Thomières.

## Territoire
À la veille de la Révolution française, le diocèse de Saint-Pons-de-Thomières comprenait quarante-et-une paroisses formant quarante communautés d'habitants : Agel, Aigne, Aigues-Vives, Anglès, Assignan, Azillanet, Beaufort, Berlou, Boissel, Cassagnoles, Cébazan, Cessenon, Cesseras, Cruzy, Félines, Ferrats, Ferrières, Fraisse, Labastide-Rouairoux, La Caunette, La Livinière, La Salvetat, La Voulte, Le Margnès-d'Anglès, Le Soulié, Minerve, Montouliers, Olargues, Olonzac, Oupia, Pardailhan, Pierrerue, Prémian, Rieussec, Riols, Saint-Chinian, Siran, Vélieux et Villespassans.